# Kvisseln (Ovikens socken, Jämtland)
Kvisseln är en sjö i Bergs kommun i Jämtland och ingår i Ljungans huvudavrinningsområde. Sjön har en area på 0,0897 kvadratkilometer och ligger 622,3 meter över havet. Sjön avvattnas av vattendraget Arån.

## Delavrinningsområde
Kvisseln ingår i det delavrinningsområde (697642-138398) som SMHI kallar för Inloppet i Långavan. Medelhöjden är 695 meter över havet och ytan är 18,5 kvadratkilometer. Räknas de 21 avrinningsområdena uppströms in blir den ackumulerade arean 105,59 kvadratkilometer. Arån som avvattnar avrinningsområdet har biflödesordning 2, vilket innebär att vattnet flödar genom totalt 2 vattendrag innan det når havet efter 290 kilometer. Avrinningsområdet består mestadels av skog (88 procent). Avrinningsområdet har 0,67 kvadratkilometer vattenytor vilket ger det en sjöprocent på 3,6 procent.